# Герб Дністровська
Герб Дністровська — офіційний символ міста Дністровська затверджений рішенням Ради народних депутатів Дністровська № 21/2 від 16 березня 2004 року. Автор проекту Т. Мельниченко.
Герб міста має форму щита. Основний використовуваний колір — блакитний (правда, істина, авторитетність, надійність). У нижній частині герба зображені хвилі Кучурганського водосховища синього кольору з золотистою облямівкою (благополуччя, новизна, відкритість, сяйво). У центрі — виноградний листок зеленого кольору (рівновага, зростання, надійність, м'якість) — символ Молдови і золотий символічний знак енергетики у вигляді блискавки в розімкнутого колі. Внизу позначений рік утворення міста — 1961, вгорі золотими літерами — назва «Дністровськ».